# Irina Tweedie
Irina Tweedie (Rusia, 1907 - Londres, 1999) fue una maestra sufí de la Orden Naqshbandiyya-Mujaddidiyya.

## Biografía
Estudió en Viena y en París. Después de la Segunda Guerra Mundial, se casó con un oficial de la Marina británica y se estableció en Londres. La muerte de su marido la llevó a emprender la búsqueda espiritual. Viajó a la India, donde conoció a su maestro, Bhai Sahib, sufí de la Orden Naqshbandiyya-Mujaddidiyya, quien la sometió a un entrenamiento espiritual que la transformó profundamente.
Bhai Sahib le indicó que llevase un diario con sus observaciones, el cual, años después, se convirtió en el libro Daughter of Fire. El Abismo de Fuego es una primera versión, abreviada, de su diario. Es un relato de la transformación espiritual en el sendero sufí. En el diario, que abarca los años que pasó Irina Tweedie con su maestro, escribe sobre su sufrimiento y sus resistencias en el proceso de disolución del ego, y relata asimismo del anhelo, de la entrega y del amor que todo lo consume en el proceso de acceso a la verdad.
Después de la muerte de su maestro en 1966, Irina Tweedie volvió a Londres, donde transmitió sus enseñanzas. Fue una maestra que orientó a numerosos buscadores occidentales. Uno de ellos, Llewellyn Vaughan-Lee, es su sucesor y continúa su trabajo a través del Golden Sufi Center en California.
Irina Tweedie dio conferencias en Europa y Estados Unidos, en las que explicó la meditación silenciosa del corazón y la interpretación espiritual de los sueños, que constituyen las bases de sus enseñanzas.

## Libros

### En castellano
- El Abismo de Fuego (Editorial Sirio, 1988).[6]

### En inglés
- The Chasm of Fire: A Woman's Experience With the Teachings of a Sufi Master (1979).[7]
- The Empty Bell (conferencias que Irina Tweedie dio en los años ochenta y noventa en Alemania y Suiza.Compilada por Harvey L. Stahl y traducida al inglés en 1997).[8]
- Daughter of Fire: A Diary of a Spiritual Training with a Sufi Master (The Golden Sufi Center, 1995).[9]
- Vaughan-Lee, Llewellyn; Tweedie, Irina (1998). Catching the Thread: Sufism, Dreamwork & Jungian Psychology (en inglés). The Golden Sufi Center. ISBN 978-1-890350-00-0.

### Artículos y entrevistas en castellano
- Golden Sufi